# Tossal de Montagut
El Tossal de Montagut és una muntanya de 394 metres que es troba als municipis de Tivissa, a la comarca catalana de la Ribera d'Ebre i de l'Ametlla de Mar, a la comarca catalana del Baix Ebre.
Aquest cim està inclòs a la llista dels 100 cims de la FEEC.